# Bernardino Cirillo
Bernardino Cirillo,né à L'Aquila le 20 mai 1500  et mort à Rome le 19 juin 1575, également appelé Bernardino Cirillo Franco et Cyrilo Franco, est un écrivain, historien, et religieux italien.

## Biographie
Il naquit à L'Aquila en 1500, fils de Pietro Sarti de' Cirilli et de Gemma Bucci , d'origine ouvrière, et fut l'aîné d'une famille de sept enfants.
Après la mort prématurée de son père, il put poursuivre ses études grâce à l'aide financière d'un mécène local, mais en 1519, à la mort de sa mère, il fut temporairement contraint d'abandonner ses études, mais réussit à les terminer sous l'égide de Giovan Battista Lepidi et s'installa à Rome où il obtint son diplôme en 1526.
L'année suivante, il retourna à L'Aquila où il devint chancelier de la municipalité, dans un contexte social  difficile, la ville étant éprouvée par la guerre et l'épidémie de peste. Il fut ensuite vicaire de Cittaducale.
En 1529, il fut nommé ambassadeur de L'Aquila à la cour de Charles Quint à Naples, où il tenta en vain de renégocier les terres du comté prises à la ville par les Habsbourg. Il reprit son ancien poste de vicaire à Cittaducale et Rieti.[4] Il fut ensuite nommé archiprêtre de la basilique de la Sainte Maison de Lorette, où il resta jusqu'en 1553. Les deux années suivantes, il fut vicaire à Fermo.
Dans les Marches, Cirillo put se consacrer à sa passion pour la littérature, parvenant à écrire en 1540 les Annales de la ville de L'Aquila, relatant l'histoire de l'époque, publiées plus tard en 1570.
La narration des Annales s'étend jusqu'en 1535 ; un auteur anonyme a ensuite poursuivi l'histoire jusqu'en 1585. La couverture a été confiée au peintre de l'école raphaélienne Pompeo Cesura, avec une gravure d'Orazio De Santis.
En 1555, avec l'élection du pape Paul IV, fils de Vittoria Camponeschi de L'Aquila, il fut appelé à Rome par le cardinal Carlo Carafa (neveu de Camponeschi) et obtint une place à la chancellerie apostolique. Au cours des années suivantes, il succéda à Giovanni Francesco Bini au chanoine de la basilique Sainte-Marie-Majeure, puis fut nommé commandeur de l'archi-hôpital de Santo Spirito in Saxia, où il fit construire le palais du Commandeur.
À l'époque romaine, Cirillo acquit un prestige considérable et fut sur le point d'être nommé cardinal, refusant à plusieurs reprises. Avec l'avènement du pape Pie IV, sa position fut remise en question.
Il mourut en 1575. Il fut enterré dans l'église de Santo Spirito in Sassia.

## Controverse
Bernardino Cirillo  attaque la musique d'église « moderne » dans une lettre de 1549 adressée à Ugolino Gualteruzzi .
En 1649, le roi Jean IV du Portugal écrit un traité intitulé Défense de la musique moderne contre l'opinion erronée de l'évêque Cyrilo Franco [c'est-à-dire Bernardino Cirillo], réfutant point par point les arguments de la lettre de Bernardino Cirillo .

## Publications
- (it) Annali della città dell'Aquila, con l'historie del suo tempo, Rome, Appresso Giulio Accolto, 1570 (lire en ligne).
- (it) Trattato sopra l'historia della Santa Chiesa et Casa della gloriosa Madonna Maria Vergine di Loreto, Venise, 1572.